# Eisenbahnunfall von Ähtäri
Der Eisenbahnunfall von Ähtäri ereignete sich am 5. August 1942 in Ähtäri, Finnland. Ein deutscher Militärzug entgleiste, als er einen Schienenabschnitt, der gerade repariert wurde, ohne vorherige Ankündigung befuhr. Dabei starben 26 deutsche Soldaten, 22 wurden schwer und 53 leicht verletzt. Der Zug war auf dem Weg nach Vaasa.